# Danza profética
La danza profética (genéricamente) es una danza espiritual presente en diversas culturas y etnias con el fin de entrar en comunicación con una entidad superior (Dios o Espíritu) con el fin de recibir respuesta favorable (lluvia y buena cosecha, por ejemplo), pidiendo intervención al Sobrenatural.
La Danza Profética se hace en función de ser un don especial y por inspiración divina, y eso sólo será posible con verdadera adoración e intimidad con Dios, el Ser Supremo. No muchos poseen este Don, y el alma debe ser regenerada para la danza profetizar curación, liberación, restauración, etc.
La Danza Profética sólo podrá ser ministrada por profetas verdaderos (personas que anuncian los designios divinos) que tengan esta conciencia y don.

## Contexto cristiano
Traduciendo en inglés del artículo "Danza Profética es una forma distinta de la danza sagrada en la cual la revelación es recibida por el danzor de Dios y se manifiesta en el movimiento para llevar un mensaje a la gente. Es importante entender que la divulgación es descubrir y comunicar la verdad divina que se manifiesta por Dios a las personas, la revelación que Dios ha dado por personas en una serie de formas creativas, como el canto, la escritura, a través del drama, música instrumental y danza.
La danza es parte de las llamadas danzas ministeriales (el autor es el Espíritu Santo). Esta danza és ministrada por los levitas y adoradores del Señor Dios Todopoderoso (Dios o Yaveh), de modo espontáneo, en gran parte, o incluso la coreografía (cuyo énfasis es el mensaje espiritual en el carácter de la profecía o bendición sacerdotal y no la belleza ni su estética, aunque sea en parte), con la intención de darle vida a la palabra de Dios la salvación, curación o el bautismo en el Espíritu Santo.
Ocurre en cualquier contexto: una persona adorando en su cuarto, en el ministerio y en los eventos para este fin o en una iglesia. El bailarín no necesita una formación específica en el baile, pero podrán asistir a academias de la escuela de danzas ministeriales. Él lo hace tanto desinhibida y libre, y la idea es que, de manera consciente, los movimientos se inspiran, guiado o dirigido por el Espíritu Santo a favor de la bendición del mismo "ministrador" o a sus hermanos enseñados, ayudando que sean fieles adoradores.

## Características Espíritu Apostólico-Profético de la Danza
El espíritu de la danza es el ministerio para ministrar en el nombre de Dios para los creyentes y no creyentes carismas del Espíritu Santo, las bendiciones, la curación y la vida de Dios, como signos de la presencia del Espíritu Santo. Los movimientos del cuerpo son proféticos (del Espíritu Santo o puestos bajo su influencia, hay una unidad espiritual entre Dios y el adorador profeta).
Espiritualmente, las profecías "(que se manifiestan en la danza) se expresan por el adorador en su intimidad y comunión con Dios, que viene de su corazón unido a Dios, o simplesmente del espíritu profético y por medio de la danza profética (a nivel personal, de iglesia local, o nacional, o apostólica ("enviada" a las naciones y los pueblos, en su nombre, a las ciudades y familias). La aplicación y la intensidad de la expresión espiritual se da como la unción ministerial que el devoto ha (ver artículo Danzas ministeriales).
La danza apostólica es dada a favor de la predicación del Evangelio a las naciones y los pueblos poco o no alcanzados. El nivel más alto comprende los demás ministerios apostólicos: profético, pastoral, evangelización y maestral, y por lo tanto suelen usar (escuelas cristianas de danzas ministeriales) baila el termo ministerial o la sustitución o utilización de todos los términos apostólica y profética.
Hay advertencias sobre las intenciones de la danza (ver historia), y que lo esencial en la danza debe ser el espíritu profético, su sentido profético, no el propio movimiento y su belleza estética, como la danza es hecha para adorar el nombre de Dios el Espíritu Santo y no debería ser de cualquier forma, sino que debe traer la vida y la restauración no, la sensualidad y la muerte.
Esto debería reflejarse incluso en la ropa y la actitud de ciertos movimientos, que no debería recordar al mundo que no hacer para agradar a los hombres. Mas los elementos étnico y cultura son agradables, porque se refieren a aquellos que quieren alcanzar espiritualmente y son todavía signos proféticos (signos comunicantes espirituales) hasta sus respectivos pueblos.

## Historia de la Adoración Profética
Tanto en las antiguas civilizaciones y culturas, la danza era una forma importante de expresar sentimientos profundos del alma humana. Al igual que cualquier forma de arte, la danza tiene el poder de no sólo expresar la emoción, pero también lo provocan, tanto en las persona como en aquellas notas de la danza. De ahí la adoración profética, adorar juntos a través de lenguaje corporal a la música, el canto y los instrumentos.
El adorador David, trovador y compositor que, con sus canciones trató de llamar a la gente a Dios. Así que la Biblia dice que la adoración (música, etc) con un poder cautivador de la liberación, el poder de cambiar las mentes y los corazones y puede hacer que la gente busque a Dios. Samuel, después de la unción de Saúl profetiza:'(...) cumplir con una compañía de profetas que descienden de lo alto, precedidos de laúdes y tambores y flautas y arpas, y ellos profetizando ser. El Espíritu del Señor vendrá sobre ti y profetiza con ellos, y serás mudado en otro hombre "(1 Samuel 10:5-6).
Hay advertencias sobre las intenciones de la danza, ejemplificada en la historia de la hija de Herodías (Marcos 6: 17-28), la danza puede ser mal utilizada cuando se convierte en una herramienta de poder sensual, que el objetivo principal es la gratificación o excitación de la lujuria en el otro. Hay advertencia acerca de las personas que están tan ocupados bailando y divirtiéndose por nada, pero en esencia no quieren servir al Señor. (Job 21:11-14).
El poder de la adoración a través del baile: para celebrar, los milagros, los logros, acción de gracias, la alabanza y la profecía
En la Biblia (la profecía por excelencia), la Danza se usa para expresar la alegría y la alabanza al Señor (2 Samuel 6:14, Salmo 149:3 y 150:4, Jeremías 31:4-13.) La danza como una forma de adoración proviene de las raíces del cristianismo, con el pueblo hebreo, que utiliza para celebrar las maravillas de Dios y su gloria.
Desde la profetisa María, líder de las mujeres en la danza con panderetas, después de la liberación de Dios en el éxodo hebreo a través del milagro de la separación de la Mar Rojos (Éxodo 15: 19-21) y los ahogamientos los ejércitos del faraón, en la época de los jueces, cuando la hija de Jefté saludando el regreso sano y salvo de la guerra de su padre y las hijas de baile de Shiloh, secuestradas por la tribu de Benjamín, defendidos después (Jueces 11:34 y 21: 21) y los tiempos de Saúl y David las mujeres cantaban y bailaban con motivo de las victorias militares contra los enemigos (1 Samuel 18:6, 21:11, 29:5, Jue. 11:34). El propio rey David celebrando con todas las fuerzas que regresan del arca del Pacto - símbolo de la Gloria de Dios)-, robada por los filisteos, hoy en día un símbolo de todos los hombres redimidos, que en conjunto forman la Iglesia (Cuerpo de Cristo), los fieles, por encima del cual Dios habita entre los querubines.
Jesús también se menciona la danza como una expresión de elogios y acción de gracias en parábola del hijo pródigo (Lucas 15:25). Pablo les dice a los cristianos que sus cuerpos son templos del Espíritu Santo y que debe glorificar a Dios con sus cuerpos (1 Corintios 6:19, 20) e insta a Timoteo, levantando manos santas (1 Timoteo 2:8). La concepción de que sólo un simple gesto se mueve el brazo de Dios, más que harán muchas otras expresiones del cuerpo, ya que la Iglesia es Cuerpo de Cristo?

## Expresiones de libertad espiritual, Felicidad y Gloria
Cuando Dios prometió retirar la cautividad a su pueblo (tomar las prisiones y cadenas)(Jr 31:1-4,13) habló de esta manera a Jeremías:... Yo soy de Dios de todas las generaciones de Israel (símbolo de la iglesia), y ellos serán mi pueblo. El pueblo que escapó de la espada halló gracia en el desierto... Yo lo amé con un amor eterno, con misericordia Yo elaborado ti. De nuevo te edificaré, y serás reedificada, virgen de Israel; de nuevo tomarás tus panderos, y saldrás a las danzas con los que se divierten" Así que la virgen [la iglesia] se regocijan en la danza y también los jóvenes y viejos, y yo cambiaré su duelo en gozo y los consolaré y los alegraré de su tristeza." fin de la Salmos final de la "danza" al Señor: "¡Alabado sea su nombre con danzas" (Sal 149:3, Almeida Contemporáneo) y "Alábenle con pandero y danza" (Salmo 150:4), ambos términos provienen del hebreo "machowl" tiene el sentido primario de "vuelta", "parpadeo".
"La alegría es el Poder de Deus"- Hay una razón muy especial para el pueblo de Dios alabarlo con el baile, y es que el Señor está complacido. Por otra parte, la alegría viene de Dios y es el fruto del Espíritu. Y es bueno para complacerlo, ya que cuando el pueblo de Dios se regocijan, se hace más fuerte ", así que no te aflijas, porque la alegría del Señor es vuestra fuerza" (Nehemías 8:10 c).
"La Gloria de Dios "- La adoración es la reproducción del Gloria del Señor, recordando todos los beneficios que Él nos ha hecho (Salmos 103:2) y derramar toda la alegría como David y otros santos, bailando en la Presencia de Dios ya través de ella, permitiendo que el Espíritu Santo manifiesta a través de su hijo redimido. Debe ser admirabilíssima danza de los ángeles delante del trono del Soberano, cuando uno pecador se entrega a Jesús, como se adora a Dios en el Cielo por lo que se ha manifestado en la Tierra.
La gloria del Señor llega (manifestada en el Espíritu de la Palabra, la oración y / o de culto), invadiendo el medio ambiente, con lo que la percepción del poder y la presencia de Dios, habiendo entendido el plan de la salvación en su esencia: vendrá la alegría en medio de la gratitud, la generación de la voluntad de expresarse, de alegría y baile (Salmo 30:11-12, Hechos 3:8) y otras manifestaciones de la verdadera Espíritu, las expresiones de alegría espiritual (hablando en idiomas, riendo en el Espíritu, etc), destacando felicidad y sin ningún tipo de agradecimiento por la fidelidad, la bondad y el amor de Dios.

## Significado de la Adoración Profética
'Restauración del Tabernáculo de David'
James cita la profecía de Amós 9:11,12; lo que quiere decir con "la restauración del Tabernáculo de David?" "Aquel día levantaré el tabernáculo caído de David, y reparar sus violaciones, y levantará sus ruinas, y construir según los días de la antigüedad, que posean el resto de Edom, y todos los gentiles que se llaman por mi nombre, dice Jehová, que hace estas cosas." Confirmado en Hechos 15.16,17: "Después de esto volveré y reconstruir el tabernáculo de David que está caída, criarlo desde sus ruinas, Y se le acumulen. De modo que el resto de los hombres busque al Señor, y todos los gentiles, sobre los cuales es invocado mi nombre, dice el Señor que hace todas estas cosas."
Esto también indica el crecimiento de la verdadera adoración a Dios por el hombre en todos los lugares y que Israel (que simboliza la Iglesia), los hermanos pueblos semitas y la Iglesia (gentiles que llevan el nombre de Cristo) se unen de la misma manera de la salvación, ejerciendo una influencia mutua sobre porque el reino de Dios. Hoy en día es el amor común es el respeto y la referencia a las culturas regionales y nacionales quieren lograr.
Israel es uno de los principales motivos de intercesión profética. Es común bailes, personajes y lengua hebrea en la adoración a Dios el Hijo (Yeshua Hamashiaj: Jesucristo), como profetizó el trabajo y el amor de Dios para Sion y alabanza de Dios y las naciones por su tierra en Isaías 62.1-4:
¡Por el amor de Sion no callaré y por amor a Jerusalén no descansaré hasta que la justicia del mismo salga como resplandor, y su salvación como una antorcha ardiente. Y las naciones verán tu justicia, y todas las gloria reyes tu: y serás llamado por un nombre nuevo que la boca del Señor, será su nombre. También será una corona de gloria en la mano del Señor y diadema real en la palma de tu Dios.(...) te llaman, mi alegría, y tu tierra, prometida, porque el Señor se complace en ti, y tu tierra para casarse.
Hay canciones brasileñas que tomar prestados elementos de la cultura aborigen, como"Faz Chover"(traducido a lengua indígena Terena, procedentes del inglés "Let It Rain") y "Dançar na Chuva (celebración por dejar el "desierto" a bailar en la Tierra Prometida).
Jesús rasgó el velo (libre acceso al Padre )- El apóstol Santiago quería decir: Dios está restaurando el momento de la Iglesia y Israel, con la participación y unión de los pueblos, gentiles y Judíos, tiempo de la nueva forma de culto es el mismo que los viejos tiempos, cuando hay tiempo de restauración que se llevaban. El Tabernáculo de "David" (real, sacerdotal y profético - David es un "tipo" de Jesús) para la generación desacerdote reales, anunciada por Pedro (1 Pedro 2:9"Pero vosotros sois linaje escogido, sacerdocio real, la Nación Santa, pueblo adquirido, para anunciar las alabanzas de aquel que os llamó de las tinieblas a su luz admirable."
En el antiguo Tabernáculo de Moisés, sólo el sumo sacerdote podía ver el Arca, pero en el Tabernáculo de David (Iglesia), el Arca estaba más cerca del pueblo, con la obra de Cristo - que rompió el velo (Su propia carne), lo que permite acceso libre al hombre de la presencia de Dios. Cuando David llegó al Arca (señalando a Jesús entre su pueblo), había alabanza y adoración verdadera. El Arca (la base del Trono de Dios, la alabacia) se refiere a la presencia de Dios, que ha vuelto al centro del pueblo Santo. Ella (la adoración por el hombre) traer el propio Dios a través de la alabanza y la adoración.  
Todo esto solo puede ocurrir ministrar en espíritu y en verdad cuando el adorador tiene una verdadera comunicación intima con Dios.
La danza no es solo un mover sino que también el agradecimiento o la palabra de Dios expresada corporalmente.

## Los gestos y el cuerpo
signos proféticos
En la antigua cultura bíblica (en hebreo), las actitudes hacia el cuerpo aluden a situaciones diferentes partes: la cabeza ilustra liderazgo (1 Cor 11,3) - a la cabeza simboliza la alegría, la confianza, el orgullo, elogios. "... Tú eres mi gloria y el levantador de mi cabeza" (Sal 3,3). Los pies fueron golpeados en tiempos de extrema alegría o tristeza. "Aplaudan, una patada y decir" ¡Ah! Para todas las abominaciones mal de la casa de Israel "(Ezequiel 6:11). Comienza cuando los hechos profética primitivo, usando el cuerpo como un signo profético.

## Actos proféticos en Danza y símbolos
Como elementos de la danza bíblica hay símbolos proféticos o representación de lo que queremos lograr proféticamente - entonces se actúa proféticamente a través del uso de banderas, estandartes, túnicas y velos que indica que "El Señor es mi bandera", "El Señor de los Ejércitos", "Su bandera sobre mí es el amor", vigas de trigo y cestas de fruta y pan (cosecha espiritual de una nueva vida o física), los buques arcillas (la naturaleza humana), candelabro, el aceite de oliva, vino, fuego y agua (símbolos del Espíritu Santo).
La danza puede tener personajes de origen étnico, marciales (marchas, deportes y lucha), leves o intensos movimientos, simbólico, indicial o icónico, grandes o de la manera (el pueblo, las direcciones y ubicaciones geográficas), el uso de banderas y pancartas, en referencia a la guerra espiritual o tomada (espiritual) de territorios; maza y porras, la corona, en representación de la soberanía Señor Jesús, o para ser más poético y apasionado culto de una manera más íntima o ser más extravagante y floja, lo que demuestra la libertad, la alegría, el éxtasis como espiritual.Assim puede ser simple y aparatos distribuidores, utilizando sólo el sentido profético o hay una conexión íntima con el fiestas cristianas o los actos proféticos específicos.

## Vestiduras y significados
La danza entre los hebreos se llenó de símbolos a partir de sus tradiciones, era estrictamente de carácter religioso. Tenía características rituales, con un diseño limitado como ruedas, bailar en una fila, bailes giratórias, también tuvo que improvisar. La danza de la gente venía cargado de símbolos a partir de sus tradiciones. Se utiliza para los tejidos que quería decir: el agua, la sangre, el viento, el tacto, iniciar, cubrir y proteger. Había cintas de colores semejante alegría, el fuego, la intensidad y fervor. Se utilizaron también panderetas, en alusión a la danza de María.
Comúnmente se utiliza hoy en túnicas color elogios (sacerdotes), o escenarios, o largas y finas telas o pequeños trajes individuales, lo que representa el traslado de la unción del Espíritu, ser la Novia (Iglesia) como rojo y plata (Redención), azul (divindad de Cristo) oro (realeza), púrpura (nobleza e lealtad), blanco (santidad, paz), otros colores, incluso se puede utilizar como vestidos de negro para el símbolo de jóvenes cristianos radicales, o cenizas (la humillación a Dios) o incluso multicolores: el profeta designa el significado profético de los símbolos o signos o utiliza colores para representar al país Ciudad, Estado o la ocasión y los contextos que se perpetre bendiciones.

## Danzas ministeriales
La siguiente es una descripción de las danzas de sus funciones ministeriales:
- Maestros de Danza (danza Maestral) la levita como un maestro enseñar a la Iglesia para seguir el mandamientos de Dios, compartiendo la conocer dado por el Señor a la iglesia lo que necesita saber sus responsabilidades como el Cuerpo de Cristo, ya sea a través del baile o danza teatro, dirigiendo cómo un cristiano debe actuar en situaciones tan diversas como las tentaciones, pruebas y dilemas actuales. Este ministerio se resume en dar principios de Dios a la iglesia, ministros y fieles. Tal vez el más importante de todos, o mejor dicho, es la base para los demás.[2]
- Apóstoles en la Danza (Danza apostólica): se produce cuando el adorador de la danza o la expresión artística de otros es algo que genera influencia y actúa directamente sobre la semilla del Reino de Dios en la Tierra. Es, inevitablemente, la danza una guerra(espiritual), una confrontación entre la Luz y la oscuridad, con la victoria en Cristo, cuando esta danza es totalmente dirigida por el Espíritu Santo. Hay frutos y efectos concretos, percibidos como sanidad y [la liberación] [espiritual], las conversiones en masa, el resultado de la llegada del Reino de Dios al pueblo, ciudad o País
- Profetas en danza (danza profética): hacen la guerra espiritual y profetizan por la adoración profética la unión del Novio con su Iglesia, expresa de manera espontánea lo que Dios quiere enseñar, aquello que Él quiere demostrarle a personas o a la iglesia local.
- Evangelistas en danza es aquella que hace la sensibilización sobre el Hijo de Dios, trata de tocar el corazón de personas a través de su danza, mostrando la necesidad de recibir a Cristo y seguirlo. Es el ministerio con mayor frecuencia en las iglesias.
- Pastores en danza (ministerio de danza), los adoradores reciben alimentación, son nutridos, aporta liderazgo y transformación en la vida cristiana a través de la Palabra manifiesta y expresa en la danza.

## Profético Culto y representantes
La adoración profética ( un plazo antes de la danza) llega a la música cristiana dedicada a la misma finalidad profética de traer sanidad y restauración a la vida, ya sean cristianos o no. Todo comenzó, en Brasil y en todo el mundo- a nivel pastoral, que poco a poco señaló la profética - con varios ministerios evangélicos de alabanza y adoración Kings Kids, que com misioneros levavam la dança al mundo en nombre de Jeová Vencedores por Cristo(1968),]  Logos (1981 ), Koinonya (1988), Life (Asaf Borba), Renascer Praise (1993), Diante do Trono, Porter Wagner y Keith (1998) y varios otros ministerios, que se han multiplicado en grupos de alabanza (en empresas nuevas) y también el surgimiento de comunidades cristianas a Comunidade Cristã de Goiania(Adhemar de Campos), Comunidad Cristã de Vila da Penha (que reveló Aline Barros - el icono de la música evangélica brasileña - influenciando junto con docenas de cantantes y [equipos de adoración evangélicas a los nuevos ministerios evangélicos y católicos en Norte y Sur de aquelle país.

## Ministros de la danza contemporánea y actos proféticos
Las danzas impartidas por ministros o ministros de los levitas de baile orientado a "profecía - y evangelizar y el pastoreo en el arte, principalmente - por medio del culto, ya sea a través del baile, música, teatro y artes en general, incluyendo incluso elementos de circo o deportes, si es necesario. Un ejemplo es el de los ministerios megaministrações asrebornPraise alabanza (desde 1993) andBefore el Trono(grabaciones por año, desde 1998 en las ciudades seleccionadas para el ministerio profético), el anuncio del Reino de Dios, en Marcha por Jesús (desde 1993, en Brasil, iniciado en Londres en 1987 y llegar a más de 170 naciones) o Congreso de Rescate de la Nación, celebradas desde el año 2000 en Puerto Seguro, Brasil, en áreas de la cordura social, la política, económica, todos los actos proféticos regional, nacional o mundial.

## Música y Profecía
No todos enseñan la danza, pero esas músicas (en traducción libre) en general son ejemplos de culto de contenido profético en Brasil, como: Gênesis, Os Sonhos de Deus, (Recebe a Cura), Sementes da Fé (Cassiane), Mi placer (En Espíritu y En Verdad), Preciso de Ti, Nosso General, Yeshua, Pan de Vida, Leão de Judá prevaleceu, Maior é Jesus (Ludmila Ferber), Cuerpo y familia, Casa de Davi Casa de Oração, Profetiza, El Vento que Vem, Bajo del Mi pie, Todo o Nada, Poder de la oración, Ven Mi Novia, Generación Extravante, Volcán, Dançar na Chuva.

## Influencias ideológicas eclesiológica
La expresión de varios autores de diferentes generaciones para comprender el contenido profético, anunciando que estamos unidos en las partes de Dios importantes para satisfacer la voluntad divina, revelando los sueños de magnificencia, el papel y la autoridad de la Iglesia como Cuerpo de Cristo y de la fe, la promoción de sanidad, liberación y salvación de la humanidad y la lucha de todos los santos contra el infierno para promover y llevar el Reino de Dios a la Tierra y destruir las obras del diablo: "Venga tu Reino, Hágase tu voluntad en la tierra como en el cielo "(Padre Nuestro).
El entendimiento de la adoración como un vehículo de la profecía resultó ser uno de los más nuevos movimientos evangélicos restauradores (pero desde el comienzo de la fe en Dios), es común en las iglesias de renovación espiritual y Neopentecostales.
Culto a través del baile tiene varias descripciones: apostólica de baile, la danza davídica, de la adoración íntima, generados por la generación profética ministrada por adoradores y Levitas (danza, música y canto) y Gaditas (en intersección y la guerra espiritual) - los términos utilizados por las nuevas corrientes de "adoración" de Señor. "Adorador" es el termo ícone de los que buscan a Dios en verdad e independiente de las circunstancias.

## Alabanza Católica Carismática
El espíritu profético a través de la predicación, la música y la propagación de danzas cristianas en los EE. UU. y Brasil en las iglesias carismáticas católicas ha seguido las tendencias precursoras evangélicas, tanto en la música y a través de los bailes o de predicación en nombre de Cristo, a partir del nivel evangélico y pastoral rumbo a la manifestación de la esencia de la adoración profética, el culto y la danza al Único Soberano digno de alabanza, Jesús, el Rey de Reyes y Apóstol de los apóstoles. La única persona que ha ministerio triple: el Rey, Sacerdote y Profeta y su Espíritu es el mismo siempre.